# F.E.E.L.I.N.G.C.A.L.L.E.D.L.I.V.E
F.E.E.L.I.N.G.C.A.L.L.E.D.L.I.V.E — концертное видео группы Pulp, вышедшее в октябре 1996, продолжившее успех их альбома Different Class. Записано 21 декабря 1995 во время выступления в Brixton Academy. Название аналогично имени песни «F.E.E.L.I.N.G.C.A.L.L.E.D.L.O.V.E». Весь концерт был позднее включён в DVD Ultimate Live.

## Список композиций
1. «Do You Remember The First Time?»
2. «Monday Morning»
3. «Pencil Skirt»
4. «I Spy»
5. «Sorted for E’s & Wizz»
6. «Something Changed»
7. «Live Bed Show»
8. «Acrylic Afternoons»
9. «Babies»
10. «Disco 2000»
11. «Mis-Shapes»
12. «F.E.E.L.I.N.G.C.A.L.L.E.D.L.O.V.E»
13. «Underwear»
14. «Common People»